# Udaipur (Tripura)
Udaipur és una ciutat i municipi (nagar panchayat) de Tripura, antiga capital de l'estat i de la divisió del mateix nom (el 1877 la capital fou traslladada a Sonamura a la riba nord del Gumti) i modernament del districte de South Tripura. A la rodalia es troba l'antiga Udaipur (Old Udaipur) que inclou diverses ruïnes i el temple de Tripureswari "la senyora dels tres mons" (del segle XVI) és el més important de la zona, i s creu que va donar nom al principat de Tripura. A la rodalia hi ha nombrosos llacs artificials. Està situada a la riba sud o esquerra del Gumti i consta al cens del 2001 amb una població de 21.751 habitants.
Old Udaipur fou la capital de Raja Udai Manikya, que governava al final del segle XVI. Està a pocs quilòmetres de la moderna Udaipur i inclou palaus, temples i edificis en part coberts per jungla, que sembla que rodegen la que fou residència del raja; dins les muralles hi ha nombrosos edificis en excel·lent estat i altres en ruïnes; hi ha també monuments erigits en memòria dels rages i ranis morts. A poca distància del palau principal, un temple de Siva i un enorme dipòsit d'aigua.

## Galeria

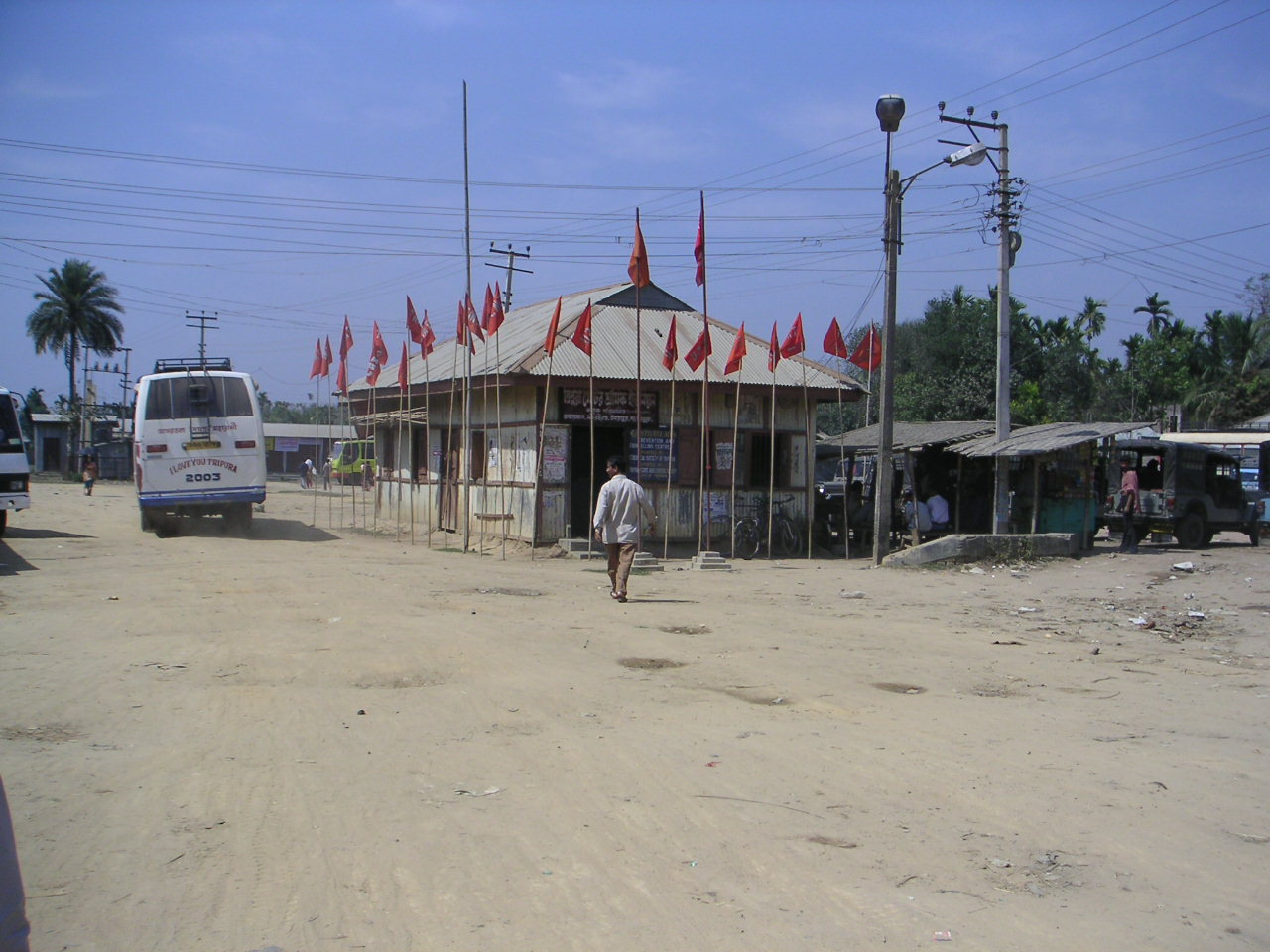
Bus a Udaipur
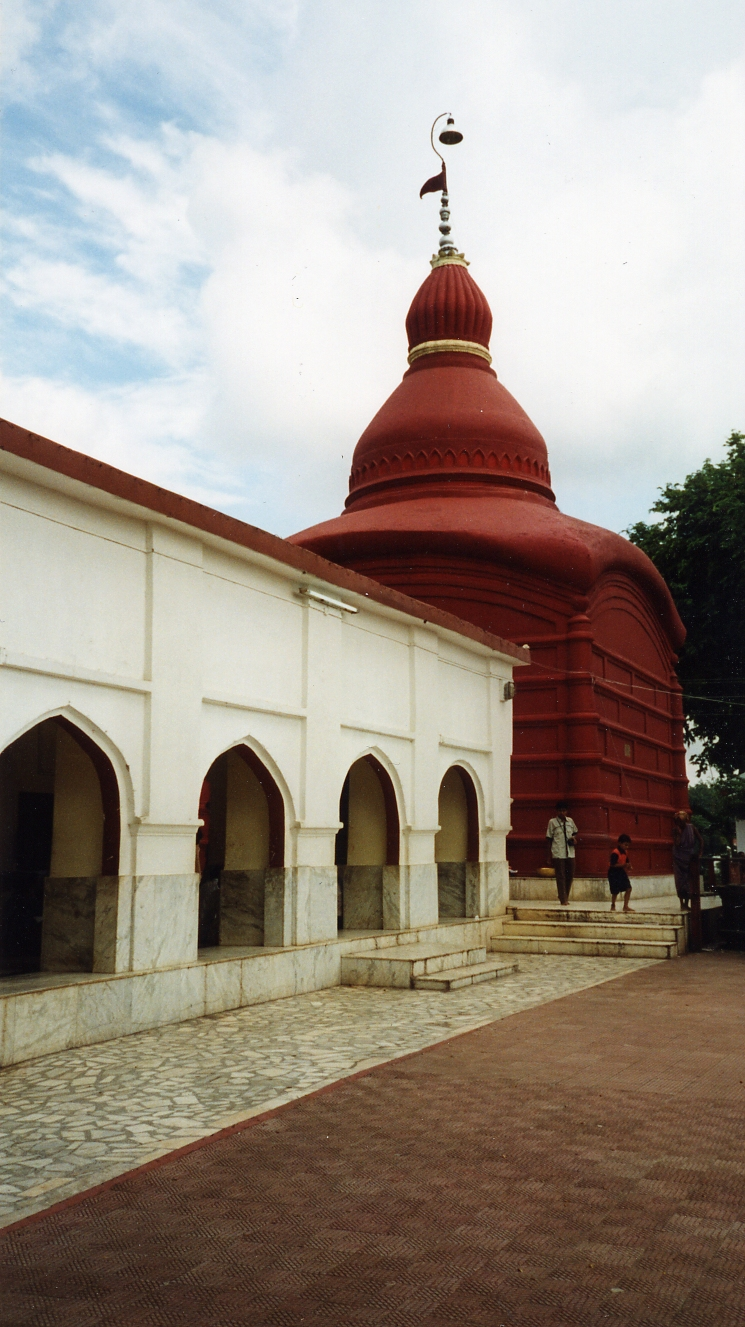
Tripura, temple Sundari